# 大南大橋
大南大橋（だいなんおおはし）は、大分県大分市の大野川に架かる橋である。大分県道622号弓立上戸次線の一部を構成する。

## 概要
大野川右岸に沿って走る国道10号から大南大橋先交差点で分岐した大分県道622号弓立上戸次線は、すぐにこの橋に入り大野川を越える。県道622号は、この橋を越えた後、大野川左岸で大分県道631号中判田犬飼線と接続し、大野川支流の河原内川に沿って竹中地区、河原内地区へと続く。
この橋のたもとでは、天正14年（1587年）に大野川の戸次付近の川原で起きた戸次川の戦いを模した大野川合戦まつりが毎年行われる。